# Ingrid Fichtner

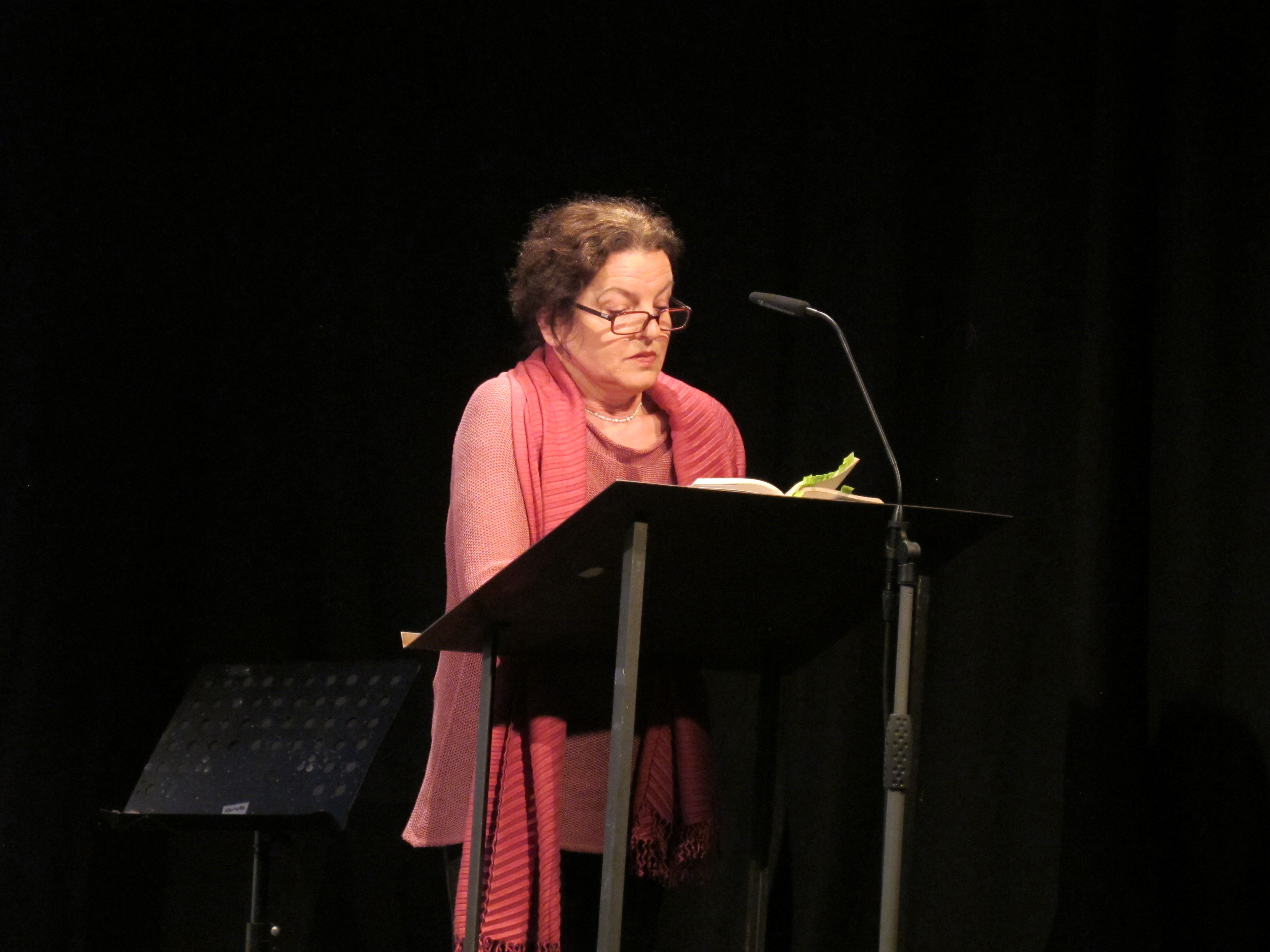
Ingrid Fichtner beim Schamrock – Festival der Dichterinnen 2014

Ingrid Fichtner (* 26. Februar 1954 in Judenburg) ist eine deutschsprachige Schriftstellerin.

## Leben und Werk
Ingrid Fichtner absolvierte von 1972 bis 1978 ein Studium der Anglistik an der Universität Wien, das sie als Magister der Philosophie, akademische Übersetzerin sowie Diplomdolmetscherin abschloss. Nach siebenjährigem Aufenthalt in den USA siedelte sie 1985 in die Schweiz über, wo sie seit 1996 als Schriftstellerin, freie Lektorin und Übersetzerin tätig ist.
Ingrid Fichtner verfasst in erster Linie Gedichte, die sie in mehreren Einzeltiteln sowie Anthologien und Literaturzeitschriften veröffentlicht hat. Darüber hinaus ist sie als Übersetzerin tätig, die auf literarischem Gebiet u. a. Texte von Jorie Graham und Robert Hass ins Deutsche übertragen hat. Von 1996 bis 1998 war sie Mitherausgeberin der Literaturzeitschrift entwürfe für literatur, von 1999 bis 2003 publizistisch tätig für die Aargauer Zeitung in der Rubrik Gedicht der Woche.
Sie ist Mitglied der Autorinnen und Autoren der Schweiz und der Grazer Autorinnen Autorenversammlung. Seit 1996 arbeitet sie regelmäßig mit Vertretern der Neuen Musik zusammen, im Besonderen mit Alfred Zimmerlin. Mehrfach erhielt sie Einladungen zu internationalen Festivals, so 2013 zum Internationalen Poesiefestival Medellín und 2014 zum International Poetry Festival Kritya (Trivandrum/Kerala), zum Schamrock – Festival der Dichterinnen in München sowie zum World Poetry Festival Sabad, Delhi.
Ingrid Fichtner lebt in Zürich.

## Publikationen (Auswahl)

### Einzeltitel
- So gegenüber. Gedichte. Wolfbach Verlag, Zürich 2014. ISBN 978-3-906929-04-0.
- Von weitem. Gedichte. Wolfbach Verlag, Zürich 2014.
- Lichte Landschaft. Gedichte. Wolfbach Verlag, Zürich 2012.
- Luftblaumesser. Gedichte. Waldgut Verlag, Frauenfeld 2004.
- Das Wahnsinnige am Binden der Schuhe. Gedichte. 2000.[1]
- Farbtreiben, Gedichte. 1999.
- Fortschrift. Oder das Gesicht. ein Proëm, 1998.
- genaugenommen. warum rosen. Gedichte, 1995.

### Anthologien und Literaturzeitschriften (Auswahl)
- Axl Kutsch (Hrsg.): Versnetze. Deutschsprachige Lyrik der Gegenwart. Verlag Ralf Liebe, Weilerswist 2013–2019.
- Roger Perret (Hrsg.): Moderne Poesie in der Schweiz. Limmat Verlag, Zürich 2013.
- Theo Breuer und Traian Pop (Hrsg.): Matrix 28. Atmendes Alphabet für Friederike Mayröcker. Pop Verlag, Ludwigsburg 2012.
- Christoph Buchwald und Kathrin Schmidt (Hrsg.): Jahrbuch der Lyrik. Deutsche Verlags-Anstalt, München 2011.
- Reinhard Urbach (Hrsg.): von Jandl weg auf Jandl zu. 47 Begegnungen und Überlegungen. Czernin Verlag, Wien 2009.
- Werner Wunderlich (Hrsg.): Mythos Sirenen, Texte von Homer bis Dieter Wellershoff. Reclam-Verlag, Stuttgart 2007.
- Raoul Schrott: Dichter am Ball. 50 neue Fussballgedichte. Gelesen von den Autoren der Gedichte. Audio-CD mit Booklet. NDRkultur, Die Zeit, Eichborn Verlag, 2006.
- Literaturzeitschriften: Akzente, entwürfe für Literatur, manuskripte, Sprache im technischen Zeitalter, Schweizer Monatshefte.

## Auszeichnungen
- 2001: Halbes Werkjahr der Literaturkommission Zürich für Das Wahnsinnige am Binden der Schuhe
- 2002: Halbes Werkjahr von Pro Helvetia
- 2002: Stipendium Schloss Wiepersdorf (Pro Helvetia)
- 2004: Halbes Werkjahr der Literaturkommission Zürich für Luftblaumesser
- 2006: Werkjahr der Literaturkommission der Stadt Zürich für ein Prosa-Projekt
- 2012: Anerkennungsgabe der Literaturkommission der Stadt Zürich für Lichte Landschaft